# Marceli Wiech
 Marceli Wiech (ur. 8 października 1954 w Chorzowie) – polski szermierz, trener, olimpijczyk z Montrealu 1976.
Szpadzista. Zawodnik Baildonu Katowice. Dwukrotny (indywidualnie) brązowy medalista mistrzostw świata juniorów (Buenos Aires (1973) i Stambuł (1974)).
Na igrzyskach olimpijskich w Montrealu wystartował w turnieju indywidualnym zajmując 40. miejsce oraz był członkiem polskiej drużyny (partnerami byli: Jerzy Janikowski, Zbigniew Matwiejew, Leszek Swornowski), która odpadła w eliminacjach.
Po zakończeniu kariery sportowej podjął pracę trenera.